# Racinaea
Racinaea M.A.Spencer & L.B.Sm. é um género botânico pertencente à família Bromeliaceae, subfamília Tillandsioideae.
Nativo da América do Sul, este gênero apresenta aproximadamente 70 espécies.
O nome do gênero foi nomeado em honra a Racine Foster (1910-1991), esposa de Mulford Foster e co-fundadora da BSI.

## Principais espécies e variedades
- Racinaea adpressa (André) J.R.Grant
- Racinaea blassii (L.B.Smith) M.A.Spencer & L.B.Smith
- Racinaea aerisincola (Mez) Mez
- Racinaeadomingos-martinsii (Rauh) J. R. Grant
- Racinaea elegans (L.B.Smith) M.A.Spencer & L.B.Smith
- Racinaea fraseri (Baker) M.A.Spencer & L.B.Smith
- Racinaea homostachya (André) M.A.Spencer & L.B.Smith
- Racinaea multiflora (Bentham) M.A.Spencer & L.B.Smith
- Racinaea parviflora (Ruiz & Pavon) M.A.Spencer & L.B.Smith
- Racinaea penlandii (L.B.Smith) M.A.Spencer & L.B.Smith
- Racinaea sanctae-martae (L.B.Smith) M.A.Spencer & L.B.Smith
- Racinaea seemannii (Baker) M.A.Spencer & L.B.Smith
- Racinaea spiculosa (Griseb.) M.A.Spencer & L.B.Sm.
- Racinaea spiculosa (Grisebach) M.A. Spencer & L.B. Smith var. spiculosa
- Racinaea spiculosa var. ustulata (Reitz) M.A. Spencer & L.B. Smith
- Racinaea tetrantha (Ruiz & Pavon) M.A.Spencer & L.B.Smith
- Racinaea tetrantha (Ruiz & Pavon) M.A.Spencer & L.B.Smith 'var. caribaea' (L.B.Smith) M.A.Spencer & L.B.Smith
- «PPP-Index Lista completa»